# کنیشکا طاهر
کنیشکا طاهر (انگلیسی: Kanischka Taher؛ زادهٔ ۴ آوریل ۱۹۹۱) بازیکن فوتبال است.
از باشگاه‌هایی که در آن بازی کرده‌است می‌توان به باشگاه فوتبال آلمانیا آخن اشاره کرد.
وی همچنین در تیم‌های ملی فوتبال زیر ۲۳ سال افغانستان و افغانستان بازی کرده‌است.